# سفر الآيات

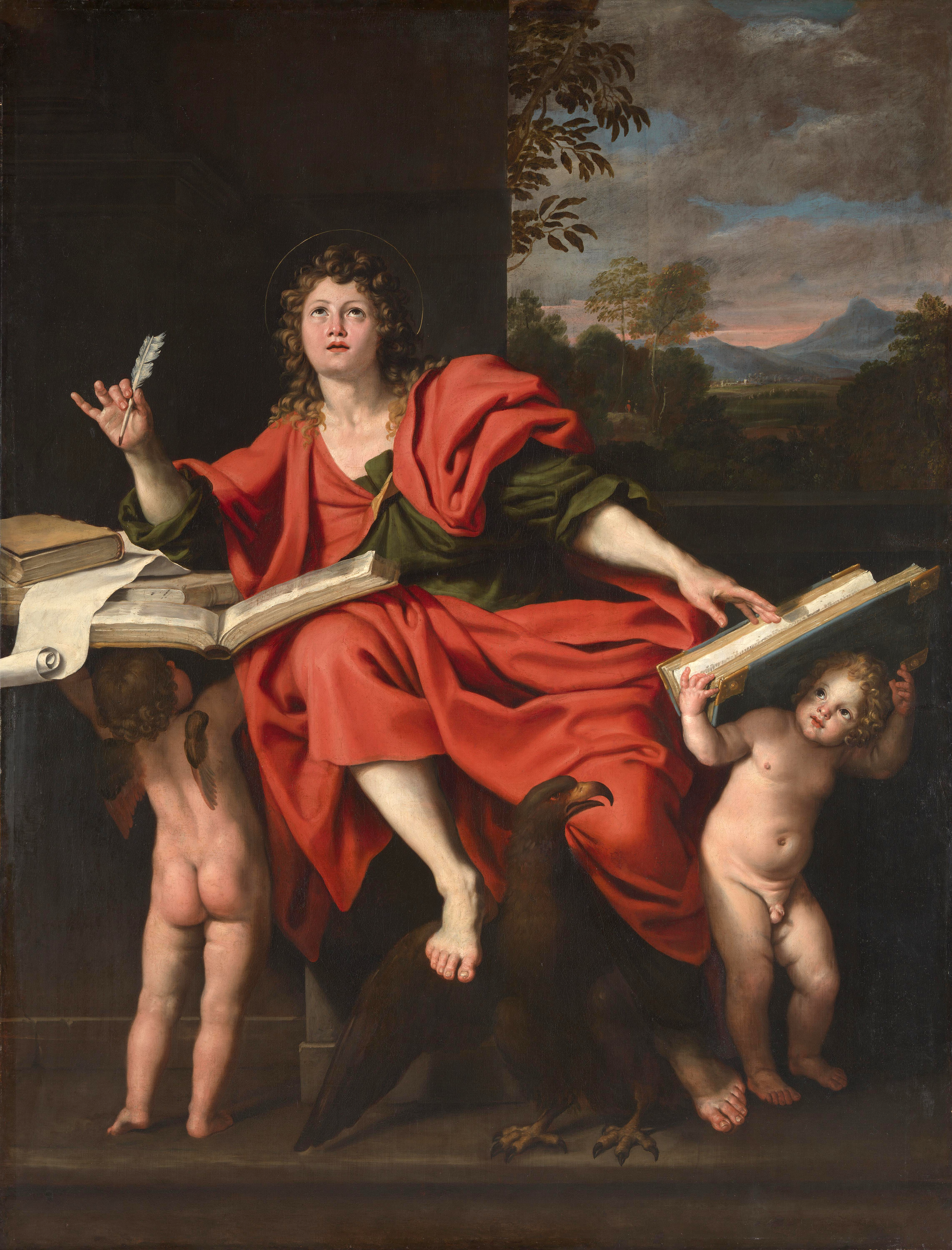

في المسيحية، يشير سفر الآيات إلى القسم الرئيسي الأول من إنجيل يوحنا، بعد ترنيمة "الكلمة"، ويسبق القسم الرئيسي الثاني وهو سفر المجد. تميّز هذا القسم بسبعة أحداث بارزة، غالبًا ما تسمى «آيات» أو «علامات» أو "معجزات"، سجّلها يوحنا الإنجيلي.

## الموقع في النص
هناك رأي أكاديمي واسع الانتشار مفاده أن إنجيل يوحنا يمكن تقسيمه إلى أربعة أجزاء: المقدمة (يوحنا 1: -1: 18)، سفر الآيات (1:19 إلى 12:50)، سفر المجد (13:1 إلى 20:31) والخاتمة (الإصحاح 21).
وقد أشار مؤلف الإنجيل إلى أن الآيات منتقاة، مما أدّى إلى دراستها في سلسلة من سبعة.

## الآيات السبعة
الآيات السبع هي:
1. تحويل الماء إلى خمر في قانا «أولى الآيات». (يوحنا 2:1–11)
2. شفاء ابن المسؤول الملكي في كفرناحوم. (يوحنا 4:46–54)
3. شفاء المفلوج في بيت صيدا.(يوحنا 5:1–15)
4. إطعام الجموع. (يوحنا 6:5–14)
5. المشي على الماء. (يوحنا 6:16–24)
6. شفاء الرجل الأعمى منذ ولادته. (يوحنا 9:1–7)
7. إقامة لعازر. (يوحنا 11:1–45)

ينظر بعض العلماء واللاهوتيين إلى الآيات السبع كدليل على لاهوت الخليقة الجديدة في إنجيل يوحنا، حيث أن قيامة يسوع هي الآية الثامنة الضمنية، مما يشير إلى أسبوع من الخلق، ومن ثم خلق جديد يبدأ بالقيامة.

### آيات أخرى مقترحة
يختلف البعض مع هذه القائمة من سبع آيات. اقترح جون مارش وستيفن سمالي وباحثون آخرون، ست آيات أولية (حيث صنّفوا حادثة المشي على الماء كجزء من إطعام الجموع، بدلاً من وضعها كآية منفصلة)، وقالوا أن الآية السابعة هي صلب يسوع وظهوره بعد القيامة لتوما (20: 26-29). يستبدل أنطوني ت. سيلفاجيو المشي على الماء بتطهير الهيكل لأن الآية رقم 2:18 تتضمن كلمة «آية» في إشارة إلى المعجزة.

### الآية الثامنة
وأكد آخرون، مثل جون هاتشينسون وإي دبليو بولينجر، على وجود سلسلة من ثماني آيات، تنتهي بالصيد الإعجازي للأسماك (يوحنا 21:1–14).